# Der verlorene Sohn (2018)
Der verlorene Sohn (Originaltitel Boy Erased) ist ein Filmdrama von Joel Edgerton, das am 1. September 2018 beim Telluride Film Festival seine Weltpremiere feierte, am 2. November 2018 in die US-amerikanischen Kinos und am 21. Februar 2019 in die deutschen und österreichischen Kinos kam. Die Filmbiografie basiert auf den Memoiren von Garrard Conley.

## Handlung
Der erste Teil des Films spielt während Jareds Zeit im Ex-Gay-Programm und den Abenden mit seiner Mutter im nahegelegenen Hotel. Dazwischen eingewoben sind Rückblenden, wie es dazu kam.
Jared Eamons lebt in einer kleinen US-amerikanischen Stadt. Im Alter von 18 Jahren beichtet er seinen Eltern Marshall und Nancy, dass er schwul sei, nachdem er zuvor von seinem College-Schwarm Henry Wallace vergewaltigt wurde und dieser seiner Mutter die Information über einen anonymen Anruf zugespielt hat. Sein Vater, der Baptistenprediger ist, übt Druck auf seinen Sohn aus, bis dieser einwilligt, an einem Programm teilzunehmen, in dem mittels einer sogenannten Konversionstherapie Homosexuelle in zwölf Tagen umgepolt werden sollen und das streng nach der Bibel ausgerichtet ist.
Dort angekommen, muss Jared sein Handy und sein Tagebuch abgeben, darf aber abends nach draußen und im Hotel bei seiner Mutter übernachten. Geleitet wird das „Love in Action“-Zentrum von dem Therapeuten Victor Sykes. Er erzählt ihnen, sie seien nicht homosexuell auf die Welt gekommen. Vielmehr seien Menschen aus ihrer Familie daran schuld. Daher sollen die Teilnehmer deren negative Eigenschaften in einem Schaubild notieren. Nancy hält ihre Familie für völlig normal, erzählt ihrem Sohn allerdings von seinem Onkel Vincent, der irgendwie sehr feminin war. In einem nächsten Schritt lässt Sykes die Gruppe ihre Sünden kategorisieren. Erst fällt Jared nur Henry Wallace ein, bis er sich klar darüber wird, dass die moralische Verfehlung nicht von ihm ausging. Dann erinnert er sich an Xavier, in dessen Bett er eine Nacht verbrachte, wobei sie sich allerdings nur an den Händen hielten.
Der Vater eines Teilnehmers nimmt seinen Sohn aus dem Programm, weil er entrüstet ist, wie brutal man mit ihm dort umgegangen ist. Er wurde beim Training ihrer Männlichkeit von dem ehemaligen Kriminellen Brandon, der zum Therapeutenteam gehört, mit einem Baseball verletzt. Normalerweise entscheidet Sykes, wie lange sie an dem Programm teilnehmen müssen. Statt zu einem heterosexuellen Mann zu werden, lernt Jared während der Therapie jedoch, seine eigene Identität zu erkennen und anzunehmen. Auch erkennt er, dass man nur den Eltern das Geld aus der Tasche ziehen will. Er erzählt seiner Mutter, dass er seine Zweifel hat, ob das Programm etwas bringe. Auch die Dämonenaustreibung beim Teilnehmer Cameron beäugt er skeptisch. In der Einrichtung macht Jared die Bekanntschaft mit Jon, der sich bereits zum zweiten Mal dort befindet und bei den anderen auf die Beachtung der Regeln achtet. Gary, ein anderer Teilnehmer, gibt ihm Tipps, wie man sich durch das Programm mogeln kann. Jared solle einfach die Rolle spielen, die von ihm erwartet werde.
Als Jared der Gruppe seine „moralische Inventur“ vorstellen soll, versucht er ganz ehrlich zu sein. Er gerät dabei mit Sykes aneinander, der ihm nicht glauben will, dass Jared die ganze Wahrheit erzählt hat, und behauptet, Jared sei wütend auf seinen Vater. Jared macht jedoch Sykes für seine Wut verantwortlich und will aus der Einrichtung verschwinden. Man versucht ihn aufzuhalten, aber wegen der Drohung seiner Mutter, sie werde die Polizei rufen, und durch die Hilfe von Cameron kann Jared entkommen. Auch wenn sein Vater, der nicht glaubte, dass sein Sohn weiterhin mit ihnen in einem Haus leben könne, will, dass Jared zurück in das Programm geht, setzt sich seine Mutter nach Jahren des Schweigens erstmals gegen ihren Mann durch und nimmt ihren Sohn mit nach Hause. Wenig später erfährt Jared, dass Cameron sich umgebracht habe.
Vier Jahre später lebt Jared in New York und schreibt gerade an einem Buch, in dem er seine Erfahrungen mit der Reparativtherapie zu verarbeiten versucht. Er informiert seinen Vater darüber, dass in der Times bereits vorab ein Artikel veröffentlicht werden soll, den Marshall jedoch zuerst nicht lesen will, denn für ihn als Prediger ist die Situation äußerst kompliziert. In einem klärenden Gespräch versucht Jared ihm klarzumachen, dass er sein Sohn und schwul ist und dass sich an beidem nie etwas ändern wird. Marshall verspricht ihm, dass er versuchen werde, an seiner Einstellung zu arbeiten.

## Produktion

### Literarische Vorlage
Der Film basiert auf den 2016 von Garrard Conley unter dem Titel Boy Erased: A Memoir veröffentlichten Memoiren. Das Buch wurde 2018 vom Secession Verlag in einer deutschen Übersetzung von André Hansen veröffentlicht.

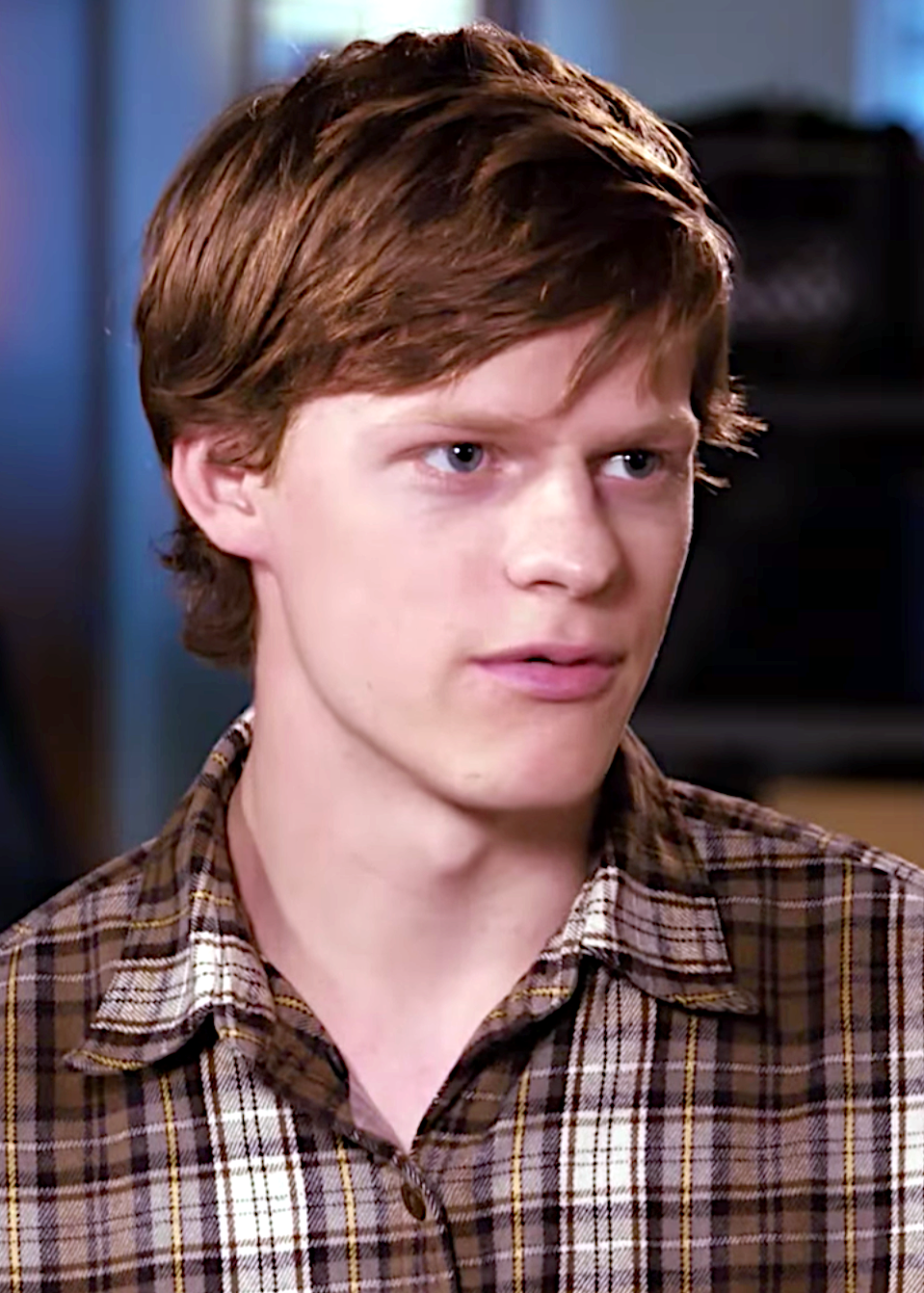
Der Autor Garrard Conley wird im Film von Lucas Hedges (Bild) verkörpert.

Conley ist Jahrgang 1985 und wurde in Arkansas im sprichwörtlichen Bible-Belt in einer streng orthodoxen Familie von Baptisten geboren. Nicht nur für seine Eltern und Verwandten, sondern auch für ihn selbst war es ein Schock, als sich herausstellte, dass er homosexuell ist. Von Schuldgefühlen geplagt, begab sich Conley in die Hände der fundamentalistischen Organisation Love in Action, die Heilung versprach. Dort sollten seine sexuellen Empfindungen ausradiert werden. Im Gespräch mit Deutschlandfunk Kultur sagte Conley über die dortige Therapie, diese habe sehr stark darauf basiert, dass man sich permanent schäme, und sie hätten zum Beispiel täglich ein sogenanntes moralisches Inventar über ihre sexuellen Fantasien oder ihre sexuellen Erfahrungen aufschreiben müssen. Dies habe sehr viel mit 1984 von George Orwell gemein gehabt, so Conley.
In seiner autobiografischen Erzählung schildert Conley auch die quälenden Befragungen und strengen Verhaltensanweisungen, vor allem aber die Selbstmordgedanken, die ihn und seine Mit-„Delinquenten“ quälten, weil ihnen eingeredet wurde, sie seien „falsch“. Dirk Fuhrig von Deutschlandfunk Kultur meint, Conley beschreibe in Boy Erased einen Teil der US-amerikanischen Gesellschaft, in dem man Homosexuelle auch im Jahr 2018 noch umerziehen will: „Die Bedeutung des Buches liegt weniger in seinem literarischen Gewicht, als darin, dass es einen tiefen Einblick gibt in einen Teil der US-amerikanischen Gesellschaft, der sich seit Trumps Wahl womöglich bestätigt sieht. Ein Milieu, in dem man Homosexuelle auch im Jahr 2018 noch umerziehen oder ‚erasen‘ möchte.“ Weiter sagt Fuhrig, der Amerikaner schreibe eher tastend, mit zahlreichen Abschweifungen und Rückblenden, mit viel Verständnis für seine Eltern und sogar für die Therapeuten der Umerziehungsanstalt. Die Schilderung des Leidenswegs des jungen Mannes, dessen Persönlichkeit „erased“, also ausgelöscht werden soll, lese sich sehr persönlich und sei ein Aufbegehren gegen Intoleranz in bibeltreuen religiösen Gemeinschaften, deren geschlossenes Weltbild keine Abweichung zulässt.

### Situation der LGBTQIA+-Community in den USA
„Der Gedanke, dass es solche Lager gab und in vielen Ländern immer noch gibt, ist krank und extrem gefährlich. Und ganz bestimmt ist es nicht die Art, damit umzugehen, wenn dein Kind zu dir kommt und sagt, dass es schwul oder lesbisch ist. Mein großer Wunsch ist es, dass so etwas wie ein Coming-out in einigen Jahren gar nicht mehr notwendig sein wird.“

Nachdem die American Psychiatric Association im Jahr 1973 Homosexualität aus dem Handbuch psychischer Störungen entfernt hatte, gab das medizinische Establishment diese Praktiken weitgehend auf. Dennoch wurden die Bemühungen, Schwule zu konvertieren, fortgesetzt, überwiegend von weniger angesehenen Beratern und religiösen Organisationen. Ihre Methoden konzentrieren sich meist auf eine Gesprächstherapie, aber einige wenden auch Behandlungen an, die eine Abneigung bewirken sollen und auf körperliche Folter hinauslaufen, einschließlich des Auslösens von Übelkeit und Erbrechen, des Einsatzes von Elektroschocks und Eisbädern, aber auch von Fotos oder Videos.
Neil J. Young von der Huffington Post verweist in diesem Zusammenhang auf eine Studie, die Anfang 2018 vom Williams Institute der UCLA veröffentlicht wurde, nach der etwa 700.000 Erwachsene in den USA irgendwann in ihrem Leben eine „Konversionstherapie“ durchlaufen haben, die Hälfte von ihnen als Jugendliche. Laut der Untersuchung des Williams Institute durchlaufen fast 80.000 LGBTQIA+-Jugendliche die Therapie, bevor sie 18 Jahre alt sind. Auf diese Zahl wird auch im Abspann des Films Boy Erased hingewiesen.
Trotz der Ablehnung der Konversionstherapie durch führende Gesundheitsorganisationen, einschließlich der American Medical Association und der American Psychological Association, und der Beweise dafür, dass solche Behandlungen nicht funktionieren, sondern emotionale und psychische Schäden verursachen können, erlauben immer noch 36 Bundesstaaten die Konversionstherapie für Minderjährige, doch selbst in solchen Staaten, die die Therapie für Minderjährige für illegal erklärt haben, beziehen sich diese Gesetze in der Regel nur auf psychiatrische Berater. Religiöse und spirituelle Berater bleiben im Allgemeinen von den Verboten ausgenommen, weshalb diese nur wenig dazu beitragen, die Praxis einzuschränken.

### Stab und Besetzung

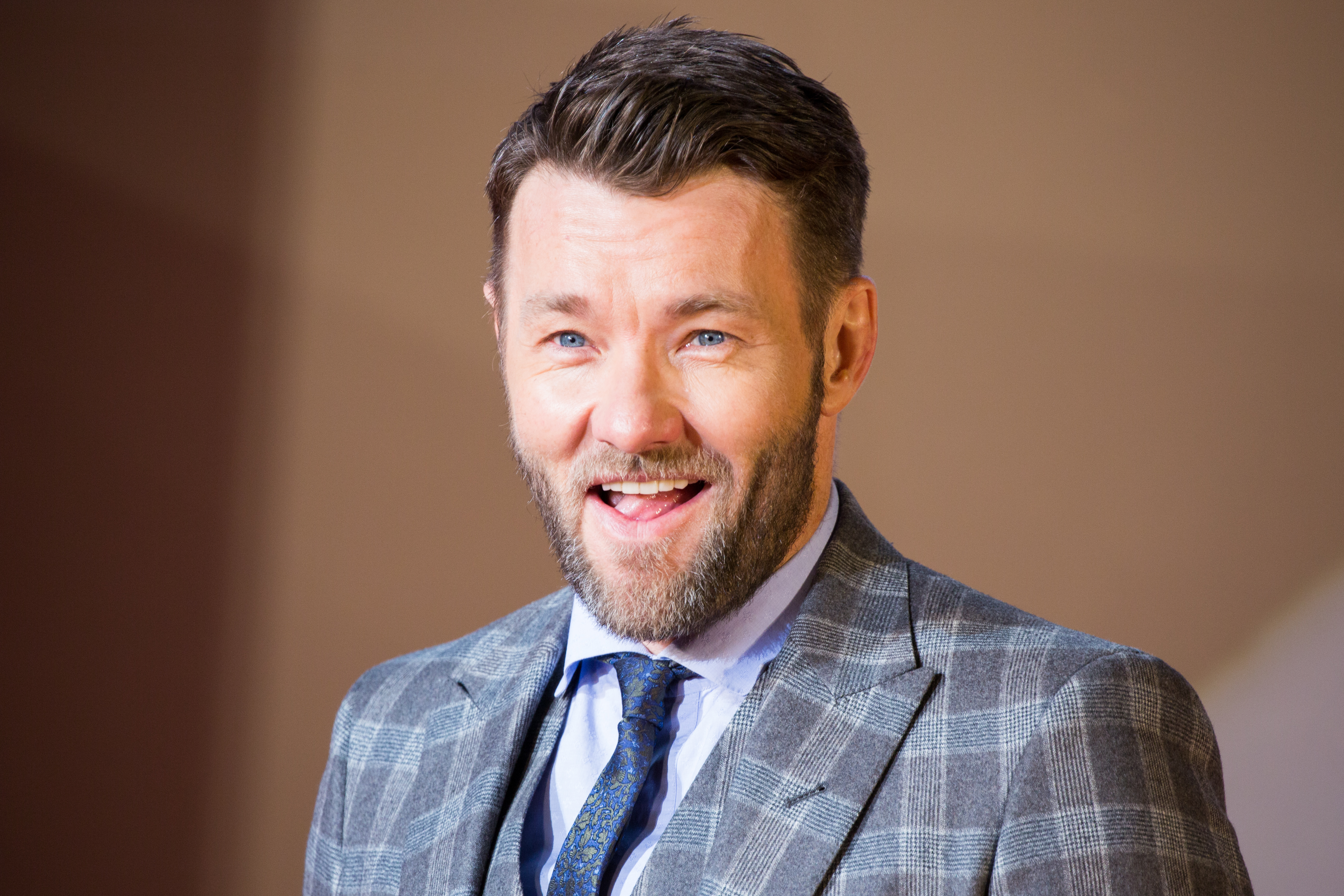
Regie führte Joel Edgerton. Zudem schrieb er das Drehbuch und übernahm im Film die Rolle des „Therapeuten“ Victor Sykes

Wie im Juni 2017 bekannt wurde, übernahm Joel Edgerton neben der Regie des Films auch die Adaption von Conleys Memoiren für den Film und ist zudem in der Rolle von Victor Sykes zu sehen, dem Leiter und Therapeuten des Programms, mit dem Schwule umgepolt werden sollen. Es handelt sich nach The Gift auf dem Jahr 2015 um den zweiten Spielfilm, bei dem Edgerton Regie führt.
Lucas Hedges übernahm die Hauptrolle von Jared Eamons. Russell Crowe und Nicole Kidman spielen im Film seine Eltern Marshall und Nancy. Crowe hatte Garrard Conleys Aussage nach dessen Vater in der Kirche aufgesucht und ihm versichert, er würde ihn so realistisch wie möglich spielen: „Das hat meinen Vater deshalb beruhigt, weil er hatte Angst davor, dass, wenn die Darstellung nicht realistisch genug ist und er zu viel Empathie mit mir empfindet als Homosexuellen, er seine Kirche verlieren könnte, er seine Zulassung verlieren könnte.“ Der australische Sänger, YouTuber und Schauspieler Troye Sivan spielt Gary, der Jared Tipps gibt, wie er sich durch das Programm mogeln kann. Der Musiker Flea, der Bassist der Rockband Red Hot Chili Peppers, spielt den tätowierten und aggressiven Drill Sergeant namens Brandon, der von Victor Sykes beauftragt wurde, die Kinder auf Männlichkeit zu trainieren. Xavier Dolan spielt den mürrischen, emotional heruntergekommenen Jon und Joe Alwyn Jareds College-Schwarm Henry.

### Dreharbeiten, Filmmusik und Veröffentlichung
Die Dreharbeiten wurden am 8. September 2017 in Atlanta begonnen. Als Kameramann fungierte Eduard Grau, als Stunt-Koordinator Nash Edgerton, der Bruder des Regisseurs. Die anfänglich im Film zu sehenden Aufnahmen von Jared als Kind zeigen ebenfalls den Schauspieler Lucas Hedges. Diese entstammen privaten Videoaufnahmen seiner Mutter. Der Regisseur erklärte: „Ich wollte, dass das Publikum das Kind kennenlernt, bevor es sich sexuell entwickelt.“
Die Filmmusik wurde von Danny Bensi und Saunder Jurriaans komponiert. Bereits im Juli 2018 wurde der Song Revelation von Troye Sivan veröffentlicht, der auch für einen zur gleichen Zeit vorgestellten Trailer zum Film verwendet wurde. Der komplette Soundtrack, der insgesamt 24 Musikstücke umfasst, wurde am 26. Oktober 2018 von Back Lot Music als Download veröffentlicht und erschien am 2. November 2018 als CD.
Der Film feierte am 1. September 2018 beim Telluride Film Festival seine Weltpremiere und am 8. September 2018 im Rahmen des Toronto International Film Festivals seine internationale Premiere. Im Oktober 2018 wurde er beim Festa del Cinema di Roma in der Sektion Tutti ne Parlano gezeigt, im gleichen Monat als Abschlussfilm beim Hamptons International Film Festival und am 2. November 2018 kam er in die US-amerikanischen Kinos. Ein Kinostart in Deutschland erfolgte am 21. Februar 2019.

## Rezeption

### Altersfreigabe und Thematik
In den USA erhielt der Film von der MPAA ein R-Rating, was einer Freigabe ab 17 Jahren entspricht. In Deutschland wurde er von der FSK ab 12 Jahren freigegeben. In der Freigabebegründung heißt es: „Die über weite Strecken beklemmende Atmosphäre kann im Zusammenspiel mit der Darstellung einer Vergewaltigung sowie der grausamen „therapeutischen“ Maßnahmen Kinder unter 12 Jahren emotional überfordern.“ Patrick Seyboth von epd Film bemerkt, es gebe im Film zwar Einblicke in das Denken evangelikaler Christen, und auch die Darstellung der skurrilen bis abgründigen Gehirnwäschemaßnahmen im Zuge der Reorientierung sei angemessen beklemmend, doch eine permanente Sentimentalisierung, an der nicht zuletzt der Soundtrack großen Anteil habe, halte das aufwühlende Potenzial des Themas immer gut verdaulich.
Die Deutsche Film- und Medienbewertung versah den Film mit dem Prädikat besonders wertvoll. In der Jury-Begründung heißt es: „Regisseur Edgerton findet überaus adäquate Bilder für das stets unausgesprochene Leid der Familie. Die Charaktere umgibt beständig eine gewisse Schwermut, die der Film farblich mit einem leichten Graustich begleitet. Und auch der durchaus umfangreiche Score übt sich in zurückhaltenden, sanften Klängen. Das wirkt weder überzogen noch kitschig, sondern zielt genau auf den Punkt, weil es das zugrunde liegende Gefühl des Lebendig-begraben-seins unterstützt. Die Jury würdigt Der verlorene Sohn als einen sehr sensiblen Film zum Gender-Thema. Das Drama erinnert gleichzeitig auch daran, dass es bis heute Einrichtungen gibt, die fragwürdige Therapieformen anbieten, die ‚umerziehen‘ wollen und letztlich darauf abzielen, Persönlichkeit und damit Persönlichkeiten zu vernichten.“

### Kritiken und Einsatz im Unterricht
Im Dezember 2017 wurde Boy Erased von Filmkritiker Owen Gleiberman auf die Liste der 20 am meisten erwarteten Filmen des Kinojahres 2018 des Branchenblatts Variety gesetzt. Der Film stieß bislang auf die Zustimmung von 81 Prozent aller Kritiker bei Rotten Tomatoes und erreichte hierbei eine durchschnittliche Bewertung von 6,9 der möglichen 10 Punkte.
David Ehrlich von Indie Wire erklärt, dass Boy Erased eine ähnliche Prämisse benutze wie The Miseducation of Cameron Post, dem zweiten Film des Jahres, in dem die Konversionstherapie im Mittelpunkt der Geschichte steht, er jedoch mehr auf die Menschen eingehe, die den traumatisierten jungen Protagonisten umgäben, und sogar Verständnis für diese ermögliche.

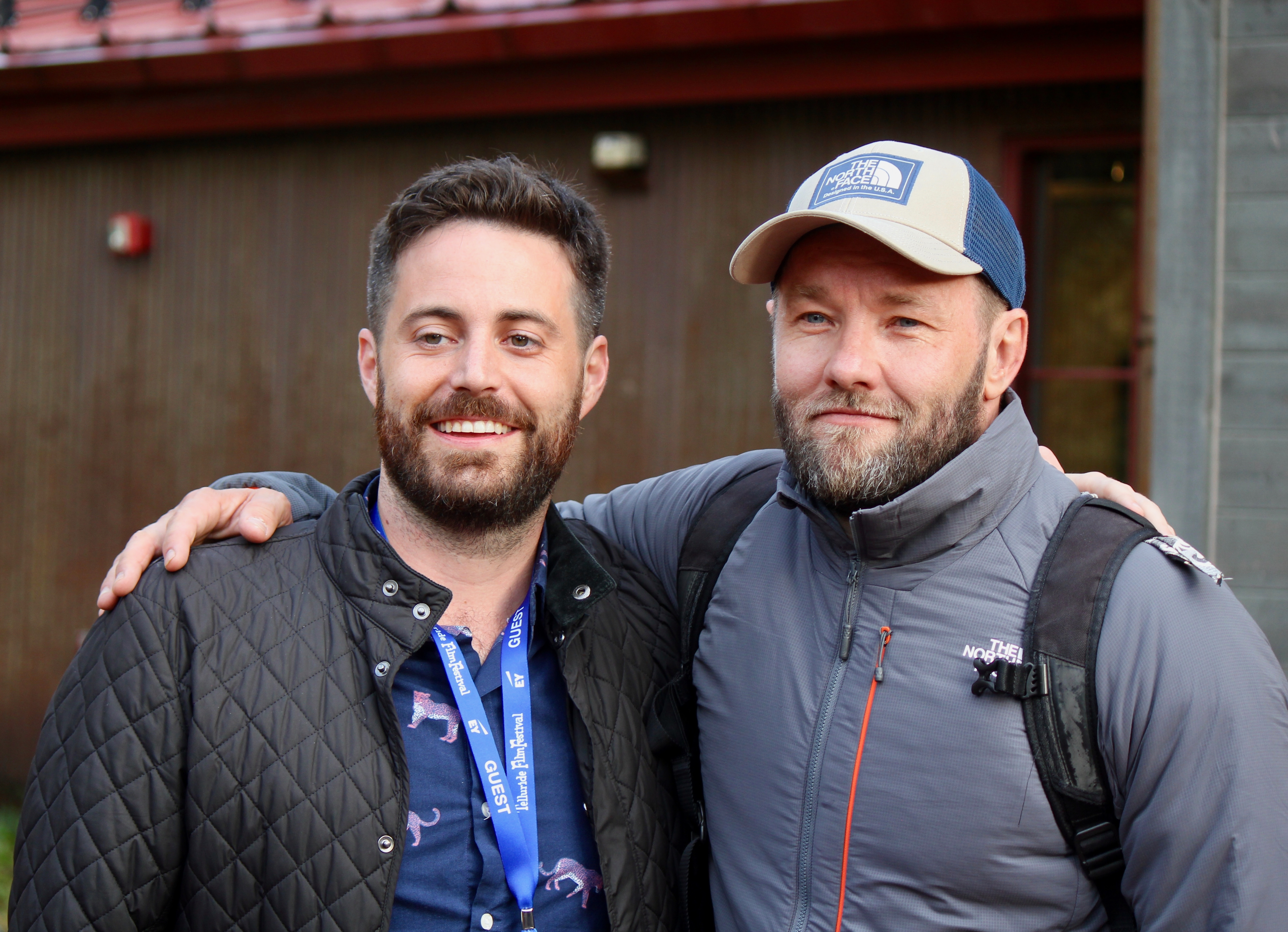
Garrard Conley und Joel Edgerton

Peter Debruge von Variety findet, das Problem mit solchen Filmen, die in streng konservativen Einrichtungen spielen – zu denen er neben Boy Erased und The Miseducation of Cameron Post auch David und Lisa, Der Club der toten Dichter und teilweise auch Full Metal Jacket zählt –, sei, dass diese sich unweigerlich wie Gefängnisfilme anfühlten. Joel Edgerton gehe nie so weit wie The Miseducation of Cameron Post, um die Konversionstherapien lächerlich zu machen, sondern gehe davon aus, dass selbst eine relativ zurückhaltende Darstellung das Blut der Zuschauer zum Kochen bringen werde. In seinem ernsten, antiheteronormativen Filmdrama erschienen die Leiter dieser Einrichtung wie Scharlatane, und Edgerton müsse Victor Sykes nicht als Bösewicht darstellen, damit dessen Methoden vom Zuschauer als schädlich angesehen würden. Debruge stellt sich die Frage, wer von der Konversionstherapie profitiert und ob das nicht die Eltern seien, die ihre Kinder von deren Vorliebe für das gleiche Geschlecht geheilt sehen wollten. Debruge bemerkt, dass sich der Film seltsamerweise zurückhalte, wenn es darum gehe, Jared als sexuelles Wesen zu zeigen, außer der Vergewaltigung durch seinen College-Schwarm Henry. Wenn Cameron Post besonders für Jugendliche hilfreich sein könne, dann dürfte Boy Erased für Eltern von größtem Wert sein, besonders für solche mit eigenen LGBT-Kindern, so Debruge. Er erinnert daran, dass Garrard Conley, dessen Memoiren den Film von Edgerton inspirierten, durch das Teilen seiner Geschichte die Dinge mit seinen Eltern reparieren konnte. Der Filmkritiker erinnert sich weiter, dass sein eigener Vater auch in Arkansas lebt und er mit ihm seit seinem Outing nie über sein Privatleben rede und sein Vater ihn nie danach frage, was zur Folge hatte, dass dieser ihn seit fast 20 Jahren nicht wirklich kenne. Auch das bedeute, dass ein Junge ausgelöscht werde, so Debruge.
Dieter Oßwald von der Gilde deutscher Filmkunsttheater bemerkt, nichtlineare Erzählweisen lägen im Trend, und gekonnt setze auch dieses Drama auf die Dynamik mit Rückblenden. Zudem sei die Empathie-Brücke zum Publikum mit dem jungen Ich-Erzähler als Verbündetem schnell gebaut. Auch die psychologisch plausible Entwicklung der Figuren, ob Opfer, Täter oder ohnmächtige Eltern, sorge für weitere Pluspunkte, so Oßwald. Edgerton beweise einmal mehr ein talentiertes Händchen beim Inszenieren von bewegenden Gefühlswelten, die ohne Kitsch und Klischees auskämen. Als Idealbesetzung erweise sich der 21-jährige Lucas Hedges, der im Jahr zuvor für Manchester by the Sea eine Oscar-Nominierung bekommen hatte und zuletzt in Three Billboards Outside Ebbing, Missouri glänzte, so Oßwald: „Er gibt als verunsicherter Teenager eine grandiose Vorstellung, deren Wahrhaftigkeit unter die Haut geht. Die scheinbare Mühelosigkeit, mit er die Balance aus Idealismus, Wut, Ohnmacht, Ratlosigkeit und Rebellion meistert, hat Klassiker-Qualitäten. Nicht nur Hedges dürfte für dieses meisterhaft kluge Plädoyer gegen Intoleranz ein Oscar winken.“
Das Onlineportal kinofenster.de bietet Materialien zum Film für den Unterricht. Kirsten Taylor schreibt, der Film eigne sich insbesondere für den Ethik- und Religionsunterricht, wo er einen guten Einstieg biete, um diese Praxis und die Folgen für Betroffene zu besprechen und Vorurteile gegenüber Homosexuellen zu thematisieren.

### Auszeichnungen (Auswahl)
Bei der Oscarverleihung 2019 befand sich Revelation aus dem Film in einer Shortlist in der Kategorie Bester Song. Im Folgenden eine Auswahl von Auszeichnungen und Nominierungen:
AACTA International Awards 2019
- Auszeichnung für die beste Nebendarstellerin (Nicole Kidman)
- Nominierung für den besten Nebendarsteller (Joel Edgerton)

AACTA Awards 2018
- Auszeichnungen für das beste adaptierte Drehbuch und die beste Nebendarstellerin
- Nominierungen als bester Film, für die beste Regie, den besten Hauptdarsteller und zweimal für den besten Nebendarsteller

Chicago International Film Festival 2018
- Nominierung für den Gold Q-Hugo (Joel Edgerton)[30]

Critics’ Choice Movie Awards 2019
- Nominierung als Beste Nebendarstellerin (Nicole Kidman)[31]

Golden Globe Awards 2019
- Nominierung als Bester Hauptdarsteller (Lucas Hedges)
- Nominierung als Bester Filmsong (Revelation)[32]

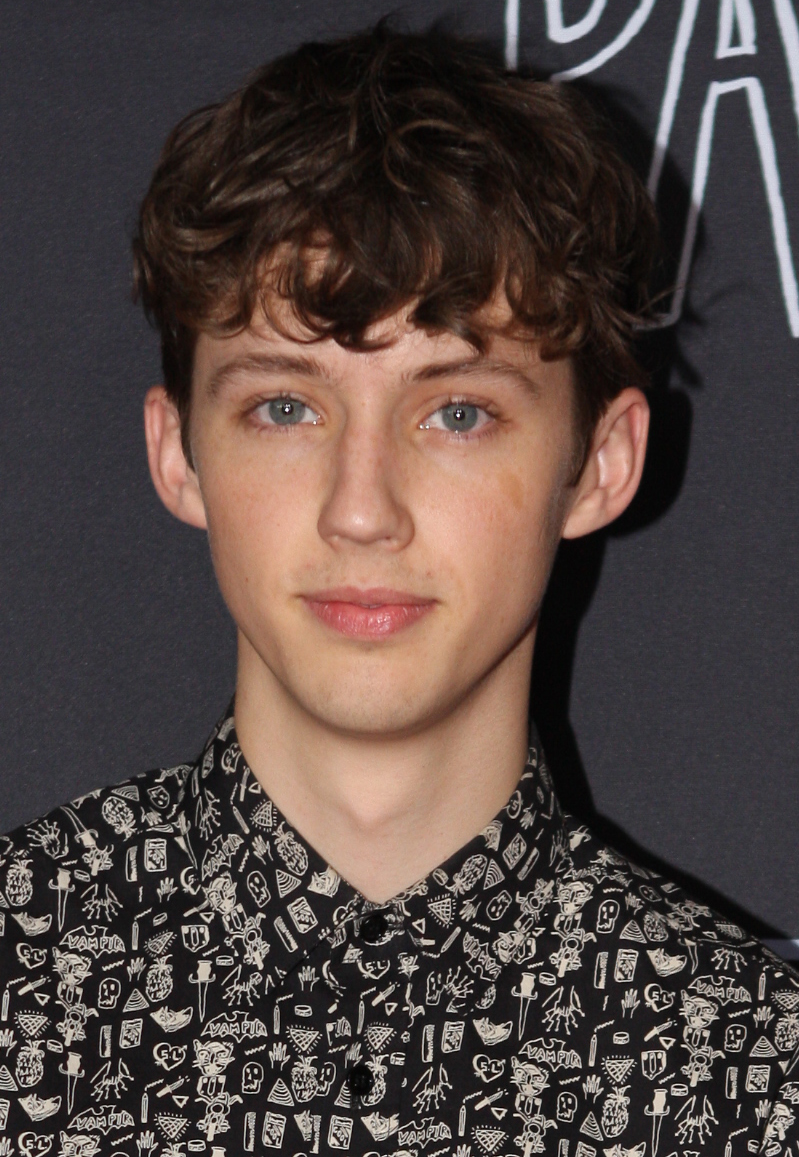
Troye Sivan spielt im Film Gary und steuerte den Song Revelation bei

Hollywood Music in Media Awards 2018
- Nominierung als Bester Filmsong (Revelation, Leland, Troye Sivan und Jónsi)[33]

Make-Up Artists and Hair Stylists Guild Awards 2019
- Nominierung in der Kategorie Best Contemporary Makeup (Kimberly Jones, Mi Young und Kyra Panchenko)

Palm Springs International Film Festival 2019
- Auszeichnung mit dem Variety's Creative Impact Award (Troye Sivan für Revelation)[34]

Satellite Awards 2018
- Nominierung als Bester Filmschauspieler (Lucas Hedges)
- Nominierung als Bester Nebendarsteller (Russell Crowe)
- Nominierung als Beste Nebendarstellerin (Nicole Kidman)
- Nominierung als Bester Song (Revelation)[35]

## Synchronisation
Die deutsche Synchronisation entstand nach der Dialogregie und einem Dialogdrehbuch von Christoph Cierpka im Auftrag der RC Production.
| Darsteller         | Synchronsprecher     | Rolle           |
| ------------------ | -------------------- | --------------- |
| Lucas Hedges       | Patrick Baehr        | Jared Eamons    |
| Joel Edgerton      | Martin Kautz         | Victor Sykes    |
| Nicole Kidman      | Petra Barthel        | Nancy Eamons    |
| Russell Crowe      | Martin Umbach        | Marshall Eamons |
| Xavier Dolan       | Florian Clyde        | Jon             |
| Troye Sivan        | Salvadore-Hugo Garth | Gary            |
| Madelyn Cline      | Magdalena Höfner     | Chloe           |
| David Joseph Craig | Nic Romm             | Michael         |
| Britton Sear       | Dennis Mojen         | Cameron         |
| Théodore Pellerin  | Aram Tafreshian      | Xavier          |
| David Ditmore      | Werner Böhnke        | Phillip         |
| Flea               | Roman Kretschmer     | Brandon         |
| Joe Alwyn          | Max Felder           | Henry           |
| Cherry Jones       | Marianne Groß        | Dr. Muldoon     |
| Victor McCay       | Jaron Löwenberg      | Aaron           |
| Devin Michael      | Kaze Uzumaki         | Anders          |